# Vincenzo Camuccini

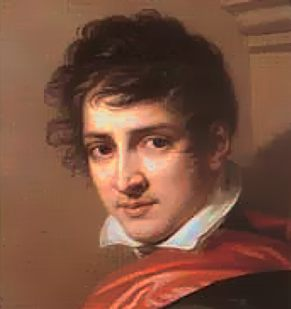
Vincenzo Camuccini, självporträtt.

Vincenzo Camuccini, född den 22 februari 1771 i Rom, död där den 11 september 1844, var en italiensk målare. 
Camuccini, som företrädde Anton Raphael Mengs klassicistiska riktning, ägnade sig i huvudsak åt historiemåleri. Han målade i första hand motiv från antiken och renässansen.